# Chaix-Mannsschild
Der Chaix-Mannsschild (Androsace chaixii) ist eine Pflanzenart aus der Gattung Mannsschild (Androsace) innerhalb der Familie der Primelgewächse (Primulaceae). Dieser Endemit kommt wohl nur im Département Hautes-Alpes in den französischen Westalpen vor.

## Beschreibung

### Vegetative Merkmale
Chaix-Mannsschild ist eine einjährige krautige Pflanze. Es ist eine einfache Wurzel vorhanden. Die sitzenden oder sehr kurz gestielten Laubblätter sind zu grundständigen Rosetten vereinigt. Die lanzettliche Blattspreite ist etwas gezähnt.

### Generative Merkmale
Beim sehr lange Blütenstandsschaft besteht aus einer dünnen Hauptachse, die eine Länge von 10 bis 20 Zentimetern erreicht, und noch dünneren Nebenachsen, die eine Länge von 1 bis 4 Zentimetern erreichen. Im doldigen Blütenstand sind fünf bis acht, selten bis zu zehn lang gestielte Blüten locker angeordnet. Die Tragblätter sind einförmig bis eiförmig-lanzettlich.
Die relativ kleinen, zwittrigen Blüten sind radiärsymmetrisch und fünfzählig mit doppelter Blütenhülle Der fast kahle Kelch ist trichterförmig und endet in fünf Kelchzipfeln. Der Kelch ist kürzer als die Kronblätter. Die fünf rosafarbenen oder weißen Kronblätter sind verwachsen. Die Blütenkrone ist 5 bis 7 Millimeter groß. Die sehr kurzen Staubfäden sind nicht verwachsen.
Die Kapselfrucht enthält nur drei bis fünf Samen. Die Samen sind etwa 3 Millimeter groß.
Die Chromosomenzahl beträgt 2n = 34.

## Vorkommen
Androsace chaixii scheint ein Endemit im Département Hautes-Alpes in den französischen Westalpen zu sein.

## Systematik
Entdeckt wurde sie von dem französischen Botaniker Dominique Chaix (1730–1799) in den Bergregionen des südöstlichen Departements Hautes-Alpes. Die Erstbeschreibung von Androsace chaixii erfolgte 1852 durch Charles Grenier und Dominique Alexandre Godron in Flore de France ou Description des plantes qui croissent naturellement en France et en Corse, Band 2, Seite 458. Das Artepitheton chaixii ehrt den Entdecker dieser Art. Ein Synonym von Androsace chaixii Gren. & Godron ist Androsace lactiflora H.J.Coste non Pallas.
Es gibt keine Subtaxa.

## Nutzung
Androsace chaixii wird auch in botanischen Gärten anderer Alpenregionen präsentiert.
Doch sind dort die Blütenkronblätter weiß. Die weiße Form wird auch im Flachland als Zierpflanze für Steingärten verwendet.